# روبرت فوكس (منتج أفلام)
روبرت فوكس (بالإنجليزية: Robert Fox)‏ هو منتج أفلام بريطاني، ولد في 25 مارس 1953 في إنجلترا في المملكة المتحدة.

## وصلات خارجية
- روبرت فوكس على موقع IMDb (الإنجليزية)
- روبرت فوكس على موقع ميوزك برينز (الإنجليزية)
- روبرت فوكس على موقع قاعدة بيانات الفيلم (الإنجليزية)